# 日本任侠道 激突篇
『日本任侠道 激突篇』（にほんにんきょうどう げきとつへん）は、1975年1月15日に公開された日本映画。主演：高倉健、監督：山下耕作。東映京都撮影所製作、東映配給。
　

## 概要
1974年の晩秋まで、本来この枠は『山口組三代目』『三代目襲名』に続く「山口組三代目シリーズ」三作目で完結篇『山口組三代目・激突篇』を予定していた（山口組三代目 (映画) #2本で終わった経緯）。しかし『山口組三代目・激突篇』が製作中止になり、代わりに急遽作られた実録でない任侠映画が本作である。東映が実録映画を量産していた時期に、東映任侠映画の集大成として製作されたが、本作の興行的失敗により東映任侠路線は事実上の終結を迎えたとされる 。

## スタッフ
- 企画：日下部五朗、今川行雄
- 監督：山下耕作
- 助監督：俵坂昭康
- 脚本：高田宏治
- 撮影：古谷伸
- 音楽：八木正生
- 美術：井川徳道
- 録音：中山茂二
- 照明：増田悦章
- 編集：堀池幸三
- スチール：木村武司
- 進行主任：大岸誠
- 疑斗：上野隆三
- 記録：石田照

## 出演
- 竜崎市蔵：高倉健
- 友時常次：北大路欣也
- お幸：大谷直子
- 音無し三五郎：渡瀬恒彦
- 東金参次郎：渡辺文雄
- おきみ：竹下景子
- 山田巳代吉：藤間文彦
- 神戸雷吉：小松方正
- 萱場新兵衛：名和宏
- 倉持義一郎：川合伸旺
- 吉野壮児郎：郷鍈治
- おせい：弓恵子
- 渡世人：曽根晴美
- 沢野喜兵衛：小栗一也
- 番笠銀次：林彰太郎
- おきみの父：中村錦司
- 小猿平七：唐沢民賢
- 鬼面の十郎：有川正治
- 徳光満造：鈴木康弘
- 関の金四郎：楠本健二
- ナレーター：横内正
- 水上蓮太郎：西田良
- はっぱの松：川谷拓三
- 仙松：野口貴史
- 源太：青木卓司
- 十国一家子分：成瀬正孝
- どくろの留：岩尾正隆
- 闘犬伊平次：高並功
- 向井田弥助：丘路千
- 医師：那須伸太朗
- 秋山兵吾：阿波地大輔
- 十国一家子分：白川浩二郎
- 勝蔵：鳥巣哲生
- 竜神一家子分：志茂山高也
- 梅子：奈三恭子
- あやめ：司京子
- お時：丸平峰子
- 看護婦：松本政子
- 女郎屋の客：蓑和田良太
- 安吉：五十嵐義弘
- 女郎屋の奉公人：山下義明
- 竜神一家子分：古閑達則
- 国嶺の若衆：西山清孝
- 竜神一家子分：矢部義章、小峰一男、前川良三
- 喜一：木谷邦臣
- 十国一家子分：福本清三、司裕介
- 国嶺の若衆：坂東京二郎
- 房州熊：宍戸錠
- 新堀左吉：待田京介
- 氷川の円蔵：田中邦衛
- 千成和助：藤山寛美
- 国嶺達之助：辰巳柳太郎

## 製作

### 決定までの紆余曲折
1974年は東映作品に世論が沸いた。その最たるものが「山口組三代目シリーズ」製作に於ける一連のトラブルで、1974年11月27日、『山口組三代目』が商品券取締法違反等という報道に対して東映本社で記者会見があり、岡田茂東映社長が事情説明をした後、合わせて『山口組三代目・激突篇』の製作中止を正式に発表した。12月にも入ろうかという時期に、1975年の正月映画をそこから0から作れるわけはなく、本作は元々は『日本仁義』というタイトルで、『山口組三代目・激突篇』よりも前から高倉健が製作を希望していた映画だった。『山口組三代目・激突篇』で組まれていた豪華なキャストは、そのまま本作にスライドした。『山口組三代目・激突篇』が製作されていたら、高倉健が田岡一雄を、渡瀬恒彦が地道行雄、待田京介が吉川勇次を続けて演じる予定だったものと見られる。
東映は1966年から1970年代までは正月枠は、基本的に年末から一月中旬くらいまでを正月前半、一月中旬から以降を後半とし、各二週間ずつ、正月前半、後半としていたが、前半が勿論正月看板作品となるため、1974年秋の時点では、1975年正月前半に『日本仁義』、後半に『山口組三代目・激突篇』を構想していた。一時期は両方とも製作予定があった。
1974年9月30日にあった岡田東映社長と業界記者団との懇談会で、岡田が「1975年の正月映画は最終決定に至っていないが、高倉健の『日本仁義』でアメリカ製の『ザ・ヤクザ』を決定してみる考えでいる。それと『ドキュメント山口組』（製作されず）。オールアクションの東映で勝負するつもりだ」と話し、東映企画製作部長・登石雋一も同じ9月に映画誌のインタビューで「正月はジャンルとしては任侠もののジャンルで二週いきたい。それに空手のアクションをつけていきたいと考えております。何をやるかについては、色々難しい問題がありまして、今のところちょっと申し上げられないですけど、過去の任侠路線でのヒット路線の延長という形といえば大体ご推察がつくと思います」などと話し、本作と『山口組三代目・激突篇』をそれぞれ正月前半・後半のA面番組に予定していると文献に書かれている。
しかし1974年10月頃になって岡田社長が『日本仁義』を引っ込め菅原文太主演の『新仁義なき戦い』を正月前半のA面番組に変更した。登石は『新仁義なき戦い』は、1975年正月には間に合わないと話していたが、これも1975年正月映画の前半に急遽繰り上げられた（新仁義なき戦い#製作決定に至るまで）。岡田社長が『日本仁義』を一旦引っ込めた理由は、高倉健は勝プロで撮った『無宿』の撮影後、いつもの放浪癖で渡米し年内は帰国しないといわれたこと、高倉のギャラが一本700万円で、一本300万円の菅原文太の方が興行成績がよいなどの判断があり、岡田社長が『日本仁義』を一旦中止したことで、高倉は東映が自分を必要としないことを感じ、今後は三船敏郎のように外国映画を中心に出演したいと考えていたといわれる。そのため高倉は同じ1975年の正月映画になった『ザ・ヤクザ』をヒットさせなければならなかった。
東映の正月前半は9年間高倉が務めていたが、この決定により菅原が初めて東映の正月前半の顔を務めることになった。
1975年の東映正月興行は、前半が『新仁義なき戦い』『直撃地獄拳 大逆転』（1974年12月28日～1月14日）、後半が『山口組三代目』シリーズ3作目『山口組三代目・激突篇』『ザ・カラテ3 電光石火』（1975年1月15日～1月28日）の各二週間の興行を予定していたが、『山口組三代目・激突篇』が製作中止になったことで『日本仁義』が『日本任侠道』とタイトルを変え、"激突篇"というサブタイトルが『日本任侠道』に流用された。『日本任侠道 激突篇』とタイトルを変え、1974年12月9日クランクイン、1974年12月末クランクアップ、1975年1月初旬完成、1975年1月15日封切と発表された。

### キャスティング
ヤクザ映画のイメージからは遠い竹下景子は本作が映画デビュー作。2022年今日まで唯一出演したヤクザ映画となる。

## 興行成績
急な製作ということもあって高倉健の着流しものという本格的な任侠映画というパブリシティ展開で押し通したが、着流しムードそのものが全く受け入れられなかった。1975年の正月興行は『エアポート'75』や『007/黄金銃を持つ男』『エマニエル夫人』など、洋画も強力ではあったが、岡田東映社長は「『山口組三代目・激突篇』なら13億円の配収を目論んでいた。しかしこの目算は大きく狂い、松竹『男はつらいよ 寅次郎子守唄』『ザ・ドリフターズの極楽はどこだ!!』の二本立てロングランと同じ期間上映した東映の四本が同程度の配収で、つまり松竹の二本分は東映の四本分という製作費で考えれば非常に効率の悪い結果となった。岡田社長は1975年2月19日に東映本社での記者会見でも「企画の古さもあって失敗、3億円ほどスッた。しかし洋画部の『ドラゴンへの道』がバカ当たりし、と言ってもミスター・レイモンド（レイモンド・チョウ）に（儲けが）いってしまうわけだがまあまあカバーした」と話した。映画関係者は「今年の正月興行の結果から判断すると今年（1975年）は『ゴッドファーザー PART II』に『タワーリング・インフェルノ』も控えているし、邦画が洋画にリードされる可能性がある」と年始めに予想したが、その通りとなり、史上初めて洋画が興行成績で邦画を上回り、映画界にとって大きな分岐点となった。

## 同時上映
- ザ・カラテ3 電光石火
  - 主演：山下タダシ、監督：野田幸男
  - 「ザ・カラテシリーズ」第三弾